# مارسيل يونغ
مارسيل يونغ (بالإنجليزية: Marcell Young)‏ هو لاعب كرة قدم أمريكية أمريكي، ولد في 2 سبتمبر 1987 في يوتيكا في الولايات المتحدة.